# Мельников Володимир Миколайович
Володи́мир Микола́йович Ме́льников (нар. 14 вересня 1951, Чернівці) — український письменник, композитор, науковець, кандидат технічних наук, доцент, заслужений діяч мистецтв України.

## Життєпис

### Родина
Народився 14 вересня 1951 року в Чернівцях у незаможній родині  Мельникових Миколи 1925 р.н. (водія громадського транспорту) та Ольги Василівни 1929 р.н. (вишивальниці фабрики художніх виробів ім. Ю.Федьковича) в один день з братом Олександром.
Дружина у першому шлюбі (1973) Віра 1949 р.н., у другому шлюбі (1992) - Світлана 1951 р.н. - однокласниця по 33-й середній школі міста Чернівці.
 Діти Ольга 1974 р.н., Галина 1979 р.н., Надія 1986 р.н. 

### Освіта й наука
З 1959 по 1969 роки навчався у 33-й середній школі у м. Чернівці.
Опісля (1969–1974 роки) — у Мінському вищому військовому інженерному зенітному ракетному училищі Протиповітряної оборони.
З 1980 по 1982 роки навчався у Києві на факультеті керівного інженерного складу Військової академії військової протиповітряної оборони імені Маршала Радянського Союзу Василевського О. М. .
1984–1987 роки — ад'юнктура вищезгаданої академії.
У 1987 році здобув ступінь кандидата технічних наук, у 1991 році — звання доцента.
У 1993 та 1997 роках обрано академіком Української академії оригінальних ідей.
У 2005 році закінчив Міжнародний інститут бізнесу за програмою «Корпоративне управління та стратегія бізнесу» (м. Київ).
Автор понад 100 наукових робіт та винаходів, у тому числі автор навчального посібника  «Проектування математичних алгоритмів функціонування радіоелектронних засобів»  (1992 рік).

### Військова служба

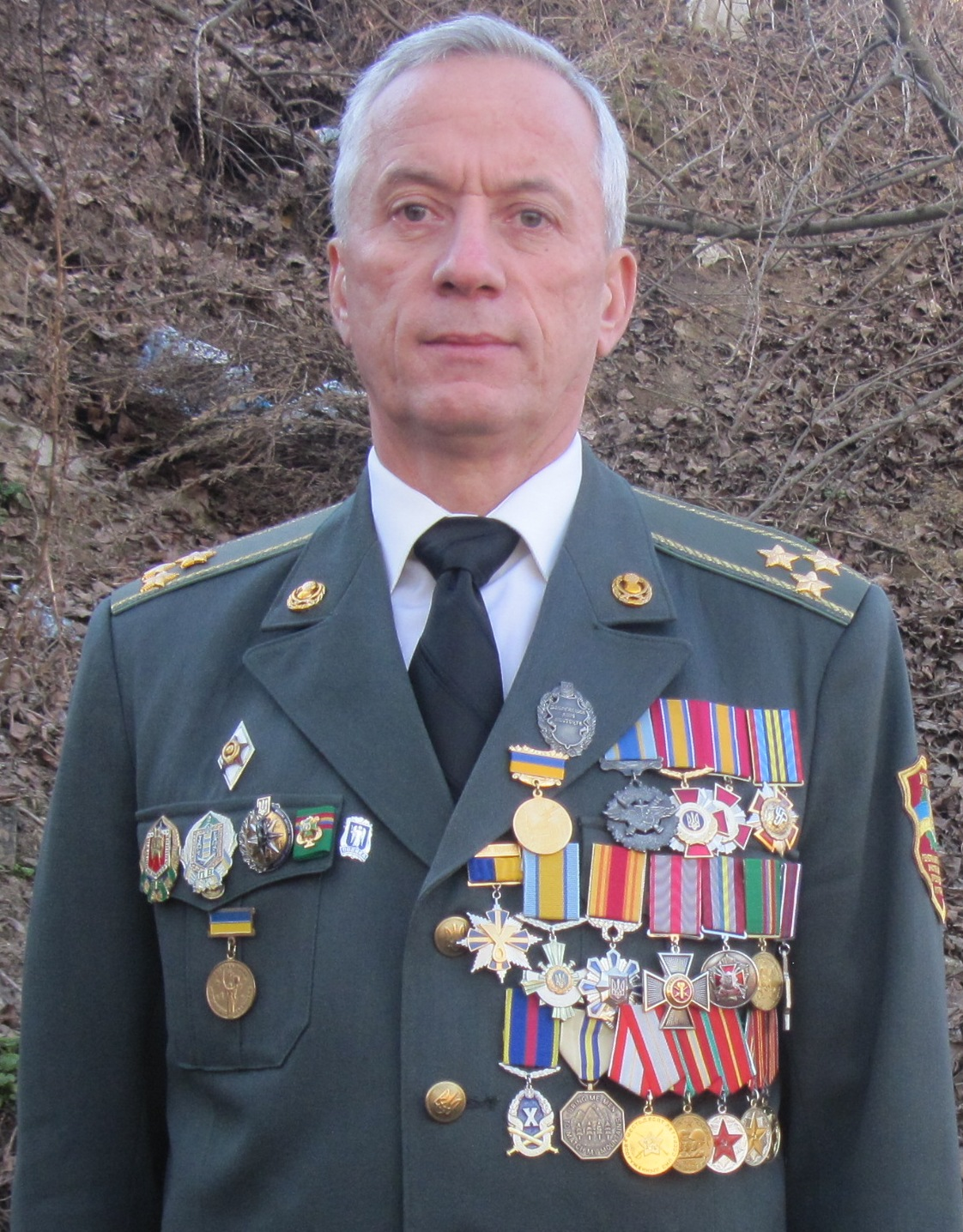
Мельников Володимир Миколайович, полковник, учасник бойових дій, кандидат технічних наук, доцент, заслужений діяч мистецтв України

- Мінське вище інженерне зенітне ракетне училище ППО (1969–1974)
- Московський округ ППО країни, Московська область, м. Наро-Фомінськ-10 (1974–1976)
- Північна група військ — Польща, м. Лєгниця (1976–1980)
- ВА ППО СВ, Київ (1980–1982)
- Туркестанський військовий округ, Туркменістан, м. Мари (1982–1984)
- ВА ППО СВ, Київ (1984–1992)
- Центр верифікації (управління) Генерального штабу Збройних Сил України (1992–1995)
- Генеральна військова інспекція при Президентові України (1995–2001 роки).

Виконував службові завдання в США, Великій Британії, Греції, Німеччині, Італії, Чехії, Польщі, Румунії, Бельгії, Нідерландах, Боснії-Герцеговині.
Звання полковника з 1991 року.
Учасник бойових дій у Боснії та Герцоговині в 1998 році, нагороджений нагрудним знаком «Ветеран війни» — учасник бойових дій.
У 2001 році звільнився з військової служби з посади старшого інспектора — керівника інспекційної групи з питань міжнародного військового співробітництва Генеральної військової інспекції при Президентові України.

### Державна служба
- В Адміністрації Президента України (2001–2003 роки) на посадах заступника завідувача відділу та заступника керівника управління Головного управління з питань судової реформи, діяльності військових формувань та правоохоронних органів[15].
- В Державному управлінні справами Президента України (2003–2005 роки) на посаді начальника Управління економічного розвитку[16].

Державний службовець III-го рангу (з 2003 року).

## Громадська діяльність та участь у творчих спілках
Член Ради, заступник Голови Громадської організації Земляцтво буковинців у м. Києві, (співкерівник секції військовослужбовців та правоохоронців).
Член Правління Асоціації діячів естрадного мистецтва України.
Член (з 2003) та відповідальний секретар (з 2007) наглядової ради Національного президентського оркестру.
Завідувач відділу кадрів та член Статутної комісії Національної спілки письменників України.

## Поет, прозаїк, композитор
Автор трьох літературно-художніх видань:
- «Друзям» (2003 рік, «ЛОГОС», Київ)[22],
- «Українці не папуаси» (2007 рік, ЗАТ «ВІПОЛ», Київ)[23] та
- «Безмежна доля» (роман у двох книгах, книга 1 — «Дар», 2014 рік, ТОВ «Альфа Реклама», Київ)[24].

Його твори увійшли до книг:
- «Державна прикордонна служба України: історія та сучасність», загальна редакція Литвин М. М., Київ: «ПРІНТ-ЕКСПРЕС», 2004 (вірші Мельникова В. М. на с.с.230-231);
- «Мужність та ніжність: авторські пісні співробітників органів внутрішніх справ», загальна редакція Ануфрієв М. І. та Кривуша В. І., Київ: КЮІ МВС України, 2004 (вірші Мельникова В. М. на с.с.21-28);
- «На варті правопорядку»: збірка авторських пісень, загальна редакція Романуцький В. М., Київ: «Преса України», 2007 (вірші Мельникова В. М. на с.12, с.18, с.41);
- Горбатюк, Василь Степанович. Позиція: Публікації, документи, спогади /. Упоряд. і ред. С.Шевченко. — К. : ТОВ «УВПК „ЕксОб“», 2005 . — 208с., на с.190 вірші Володимира Мельникова «З нагоди 60-річчя Горбатюка Василя Степановича»;
- «Сніг на зеленому листі: роман-хроніка про Михайла Ткача». Автор-упорядник Василь Фольварочний, Київ: «Задруга», 2013 (спогади Мельникова В. М. «Мій добрий ангел» на с.с. 440—446);
- «Національна гвардія моєї Батьківщини»: збірка поезії, овіяної полум'ям війни, Київ: спецвипуск альманаху «Золота фортуна», 2015 (вірші Мельникова В. М. «Ви прославились ратною працею» на с.с. 20–21)[25];
- «Рідні обрії», альманах, Київ: «Український письменник», 2018 (вірші Мельникова В. М. «Суддям України», «Диво на Подолі» та «Птах дитинства» на с.с. 184—185)[26][27].

Поезія, публіцистика та проза Мельникова В. М. друкувалися у періодичних виданнях Радянського Союзу й України, зокрема в газетах:
- «Молодий буковинець»,
- «Народна армія» (, , , , ),
- «Урядовий кур'єр»,
- «Хрещатик» (Битва за «Дніпро» триває [Архівовано 27 жовтня 2014 у Wayback Machine.], Вкрали «Дніпро» [Архівовано 27 жовтня 2014 у Wayback Machine.], «Дніпро» вкрали двічі [Архівовано 27 жовтня 2014 у Wayback Machine.], Калини цвіт [Архівовано 31 жовтня 2014 у Wayback Machine.]),
- «Во славу Родины»,
- «Знамя Победы» (),
- «Ленинское знамя»,
- «Ратник» та інших, а також — у журналах:
- «Військо України»,
- «Рідна природа»,
- «Welcom to Ukraine»,
- «Ресурси держави»,
- «Військова медицина».

Автор слів і частково музики до CD-альбому «Захистимо Україну» — сучасні патріотичні пісні (2006 рік, ТОВ «НАК», Київ).
Автор слів близько 100 пісень українською, російською та англійською мовами. З українськими піснями автора можна ознайомитись на сайті «Українські пісні».
Музику до віршів Мельникова В. М. написали композитори:
- Олександр Злотник[29],
- Олександр Бурміцький[30],
- Тарас Бойчук[31],
- Василь Волощук[32],
- Влад Зайцев,
- Ніколо Петраш[33],
- Василь Гулько,
- Валерій Качнов,
- Андрій Остапенко,
- Володимир Домшинський,
- Сергій Коваль,
- Сакіна Халілова та інші.

Автор музики до пісень на свої вірші:
- «Миротворці»,
- «День Перемоги»,
- «Клятва Україні»[34],
- «Дивосвіт»,
- «Розвідники»,
- «Новий рік» (рос.),
- «Дітям емігрантів»,
- «Люби мене, коханий»,
- «Мусимо змагатися»,
- «Вінниччина рідна моя»,
- «Мені наснився Одисей» (рос.),
- «Моєму другові» (англ.),
- «Танець удвох»,
- «Київська осінь» (англ.),
- «Балада про сержанта» (присвячена Сильвестру Іскулеску та іншим правоохоронцям).

Автор музики до пісень на вірші поетів:
- Тамари Севернюк,
- Юрія Лазірка,
- Ігоря Стратія,
- Миколи Драгана[35][36],
- Олександри Присяжнюк,
- Ростислава Тальського.

Пісні Володимира Мельникова виконують:
- Сергій Магера,
- Наталія Бучинська,
- Павло Зібров,
- Володимир Нечепоренко[37],
- Леонід Сандуленко,
- Іван Красовський,
- Павло Мрежук,
- Людмила Бурміцька[38],
- Віктор Кавун[39],
- Максим Апостолов,
- В'ячеслав Гога[40],
- Елеонора Скиданова,
- Оксана Радул,
- Влад Зайцев (див.сайт) [Архівовано 2 квітня 2014 у Wayback Machine.],
- Сакіна Халілова,
- гурт «Новий стиль» під керівництвом Леоніда Радченка та інші вокалісти, зокрема Національного президентського оркестру, ансамблів та оркестрів Міністерства внутрішніх справ України, Збройних Сил України, Державної прикордонної служби України, Державної служби України з надзвичайних ситуацій України, Служби безпеки України, Головного управління розвідки Міністерства оборони України.

Окремі пісні автора неодноразово транслювалися на каналах центрального телебачення України та звучали на каналах Національного радіо:
- «День Незалежності»[41],
- «День Перемоги»[42],
- «Хай щастить»[43],
- «Поема про Україну»[44](вірші до пісні українською мовою написано на прохання Олега Марциніва)[45],
- «Міліції у службі хай щастить»[46],
- «Внутрішні війська — хлопці синьоокі»[47],
- «Крапові берети»[48],
- «Наш день»[49],
- «Мамин заповіт»[50],
- «Офіцерська родина»[51][52],
- «Новый год»[53],
- «Офіцери, панове»[54],
- «Загиблому 9 травня 1945 року»[55],
- «В Україну закоханий я»[56],
- «Осінь-чарівниця»,
- «Там, де ти і я»[57]
- «Журавлині крила»[58]
- «Люби мене коханий» та інші.

## Нагороди, відзнаки

### Державні нагороди
- медаль «За військову службу Україні» (2000 рік)[59][60],
- «Заслужений діяч мистецтв України» (2004 рік)[61].
- «Подяка Президента України» (2002 рік)[62].
- Почесна грамота Кабінету Міністрів України (2004 рік)[63],
.

### Відомчі та іноземні відзнаки і нагороди

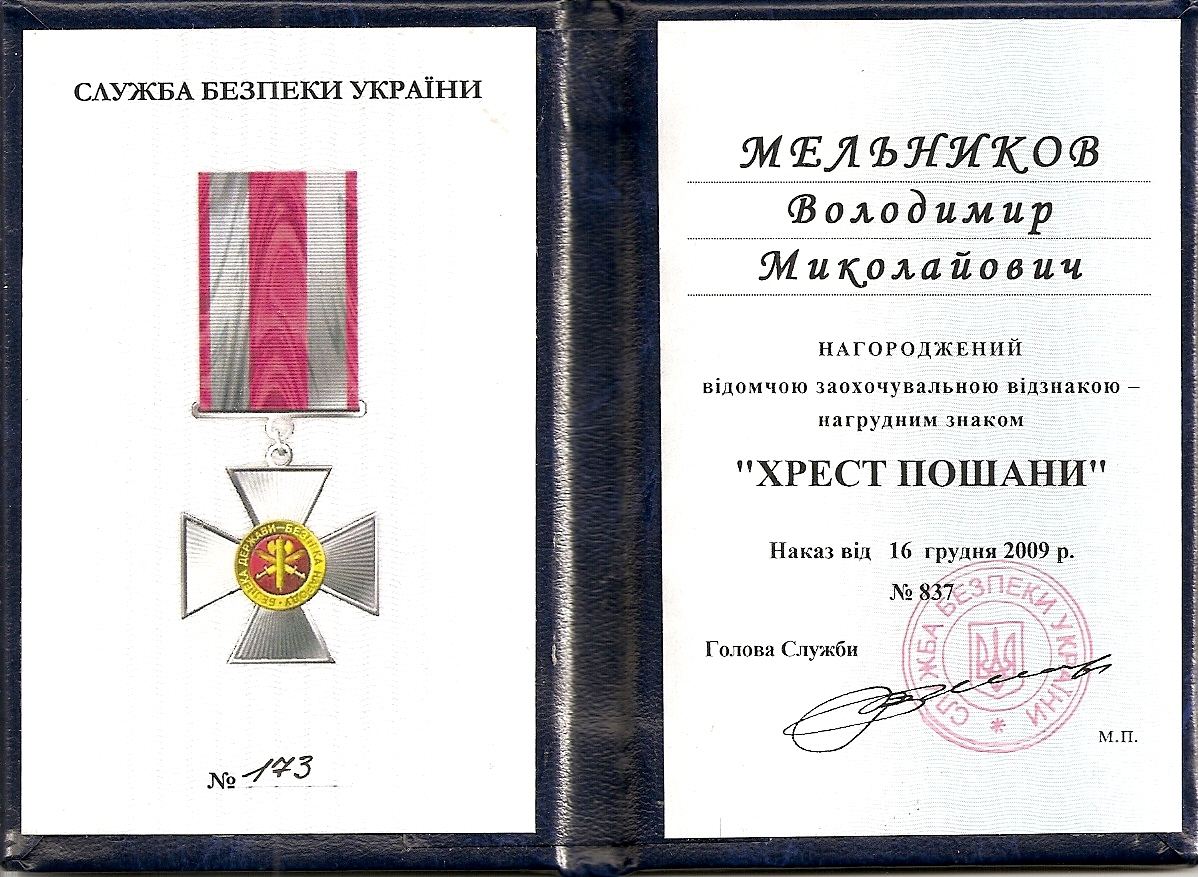
Посвідчення про нагородження Мельникова В.М. "Хрестом пошани" СБУ у 2009 р.
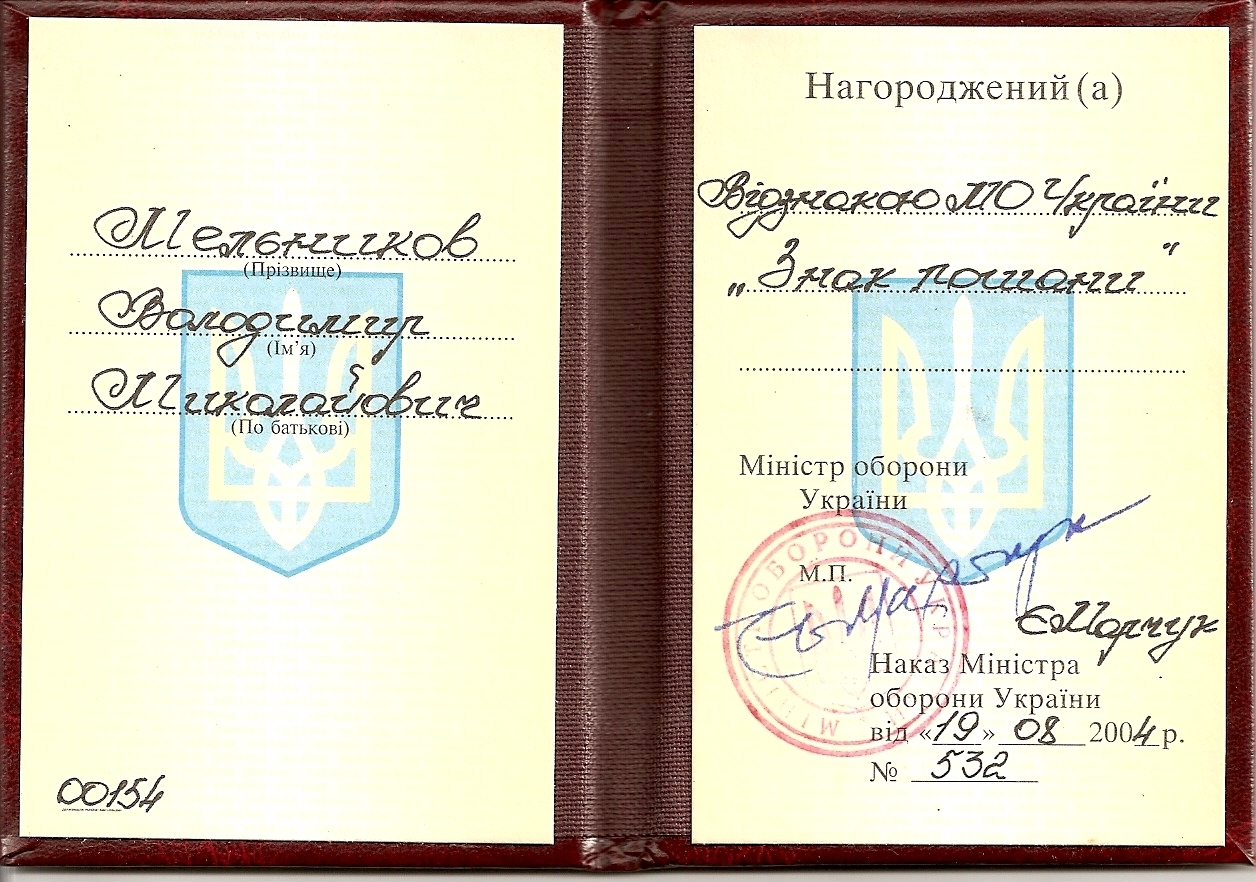
Посвідчення про нагородження Мельникова В.М. "Знаком пошани" МО у 2004 р.
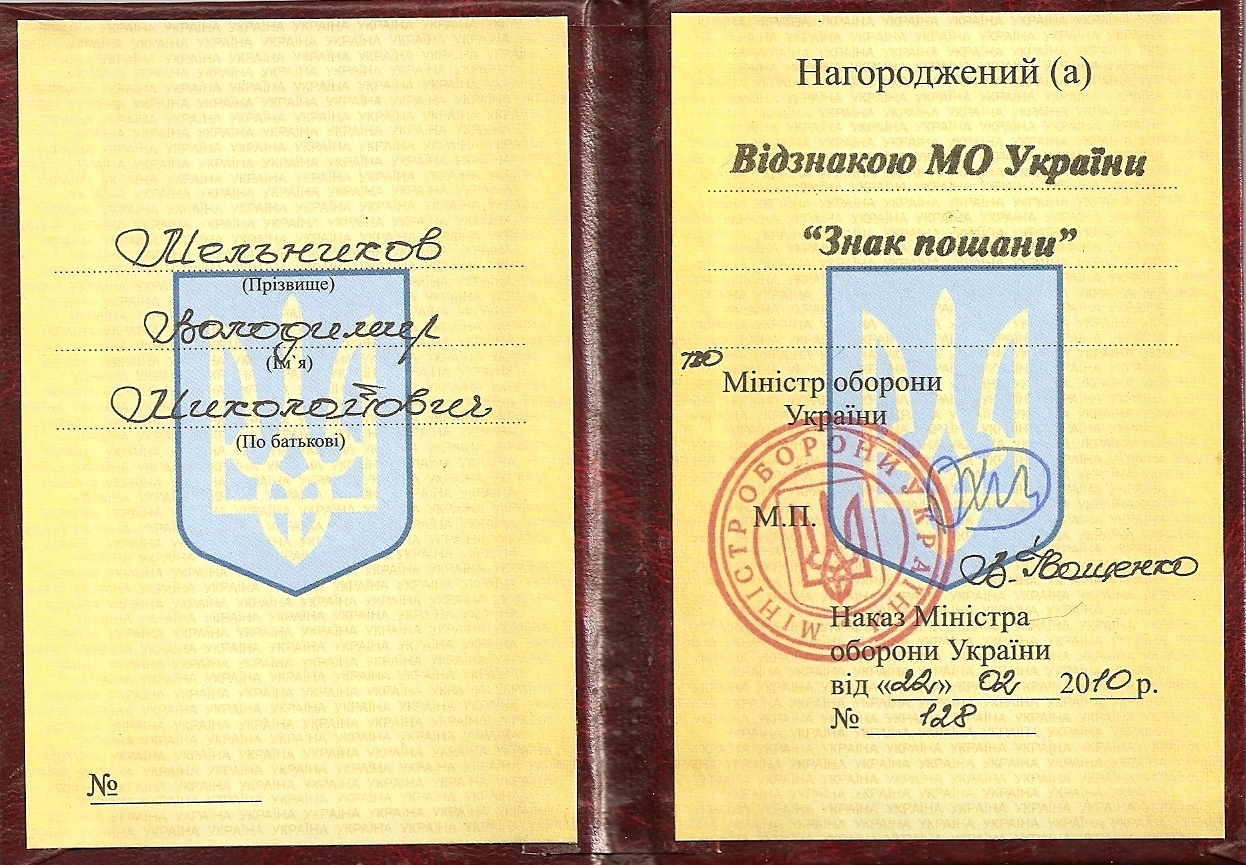
Посвідчення про нагородження Мельникова В.М. "Знаком пошани" МО у 2010 р.
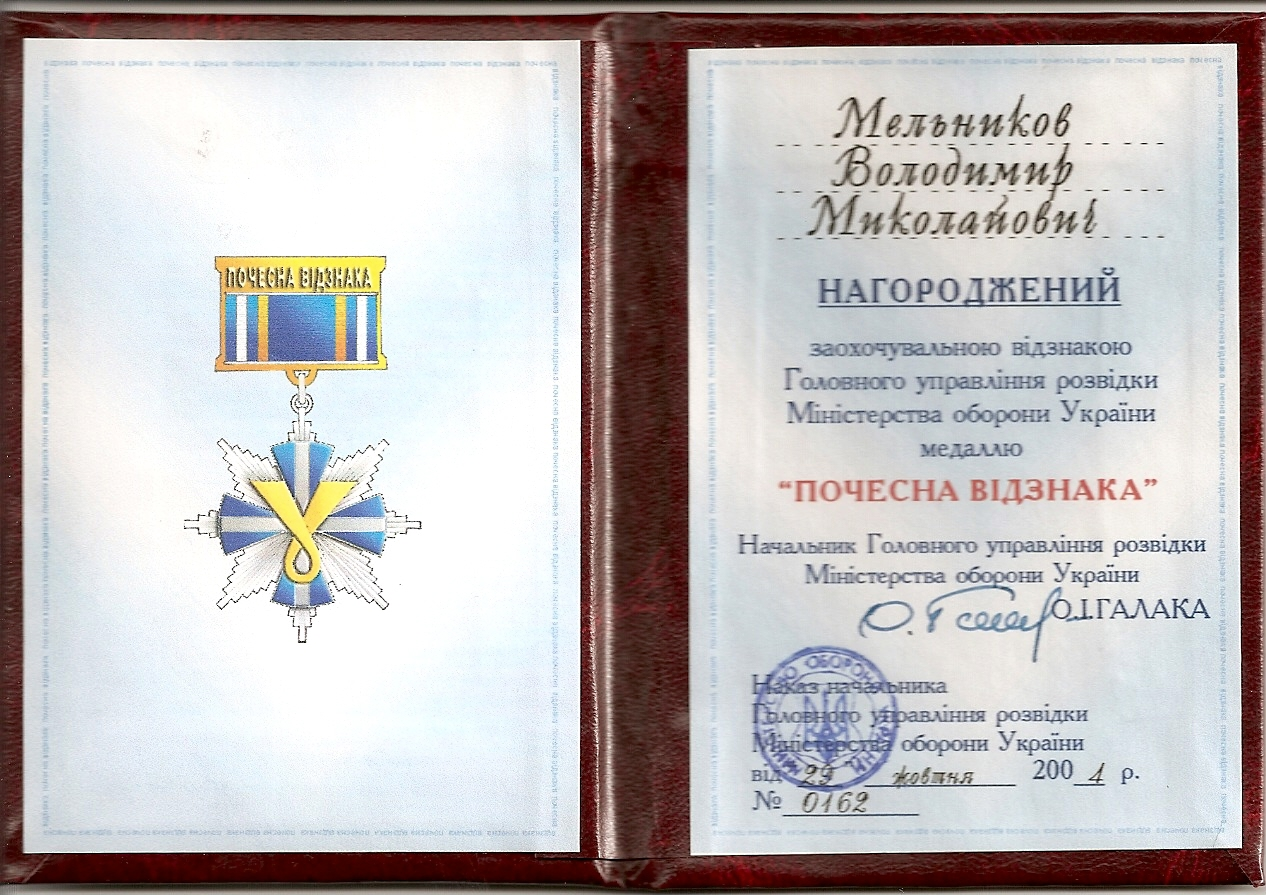
Посвідчення про нагородження Мельникова В.М. "Почесною відзнакою" ГУР МО у 2004 р.
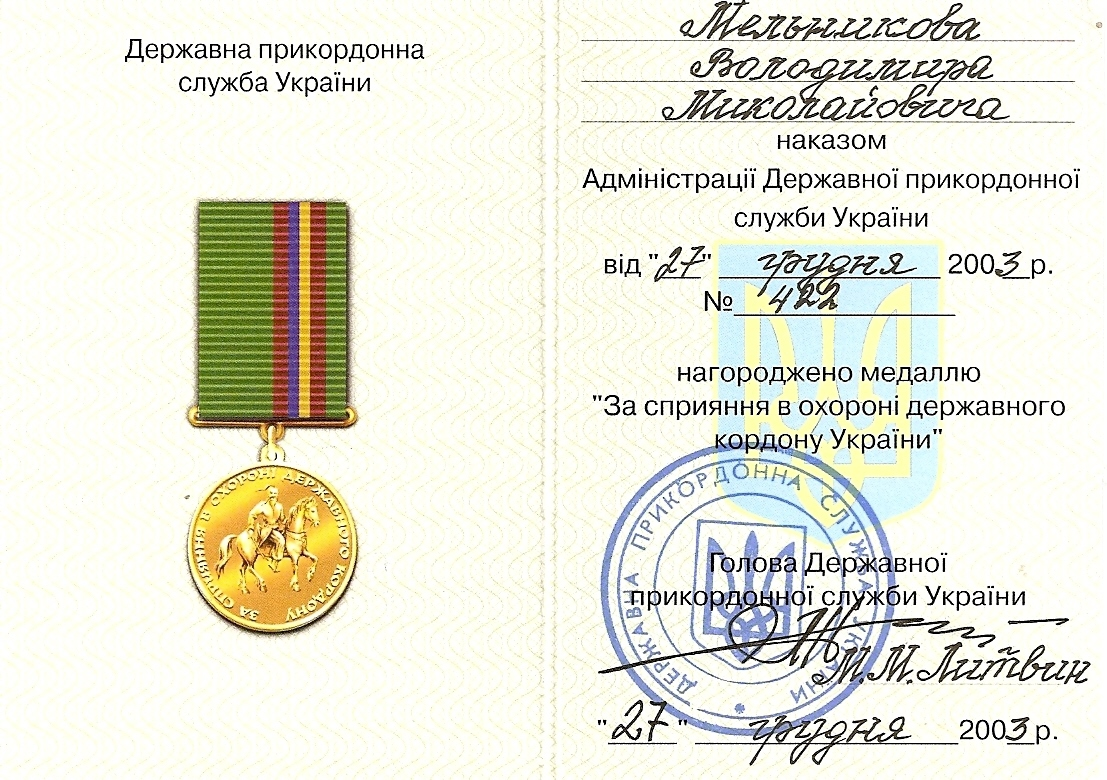
Посвідчення про нагородження медаллю "За сприяння в охороні державного кордону України"
Посвідчення про нагородження медаллю "За сприяння воєній розвідці України" II-го ступеняПосвідчення про нагородження медаллю "За сприяння воєній розвідці України" II-го ступеня
Посвідчення про нагородження відзнакою ВВ МВС України "За доблесну службу" II-го ст.Посвідчення про нагородження відзнакою ВВ МВС України "За доблесну службу" II-го ст.
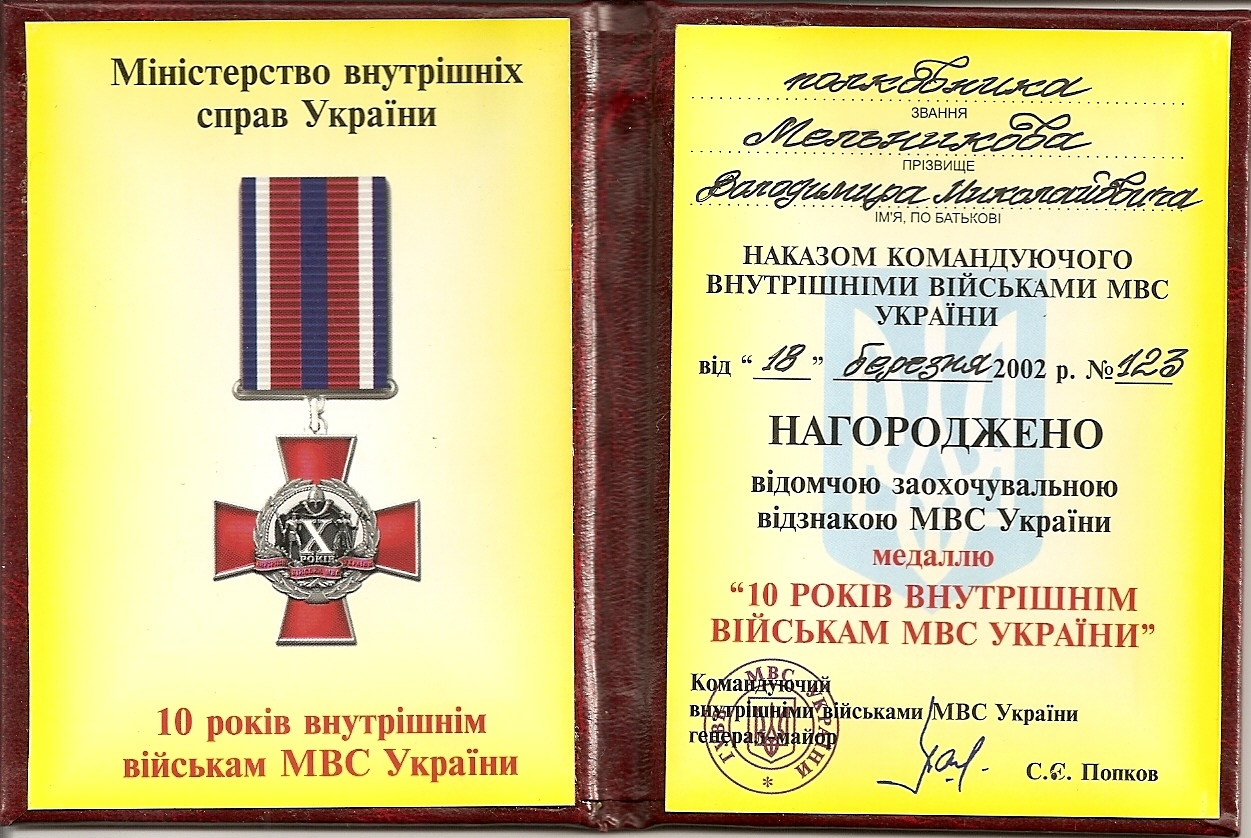
Посвідчення про нагородження Мельникова В.М. відзнакою "10 років внутрішнім військам МВС України"
Посвідчення про нагородження Мельникова В.М.нагрудними знаками "Відмінний прикордонник"Посвідчення про нагородження Мельникова В.М.нагрудними знаками "Відмінний прикордонник"
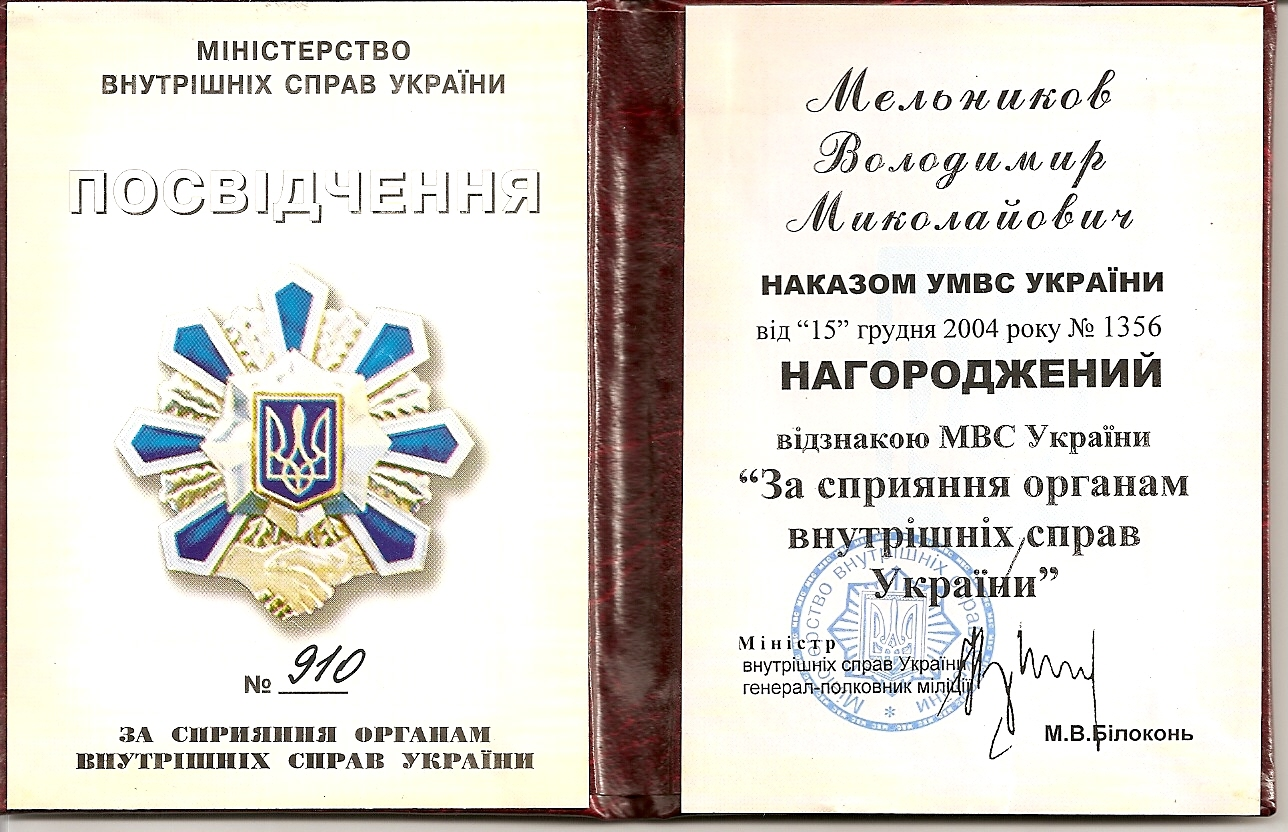
Посвідчення до відзнаки МВС "За сприяння органам внутрішніх справ України"
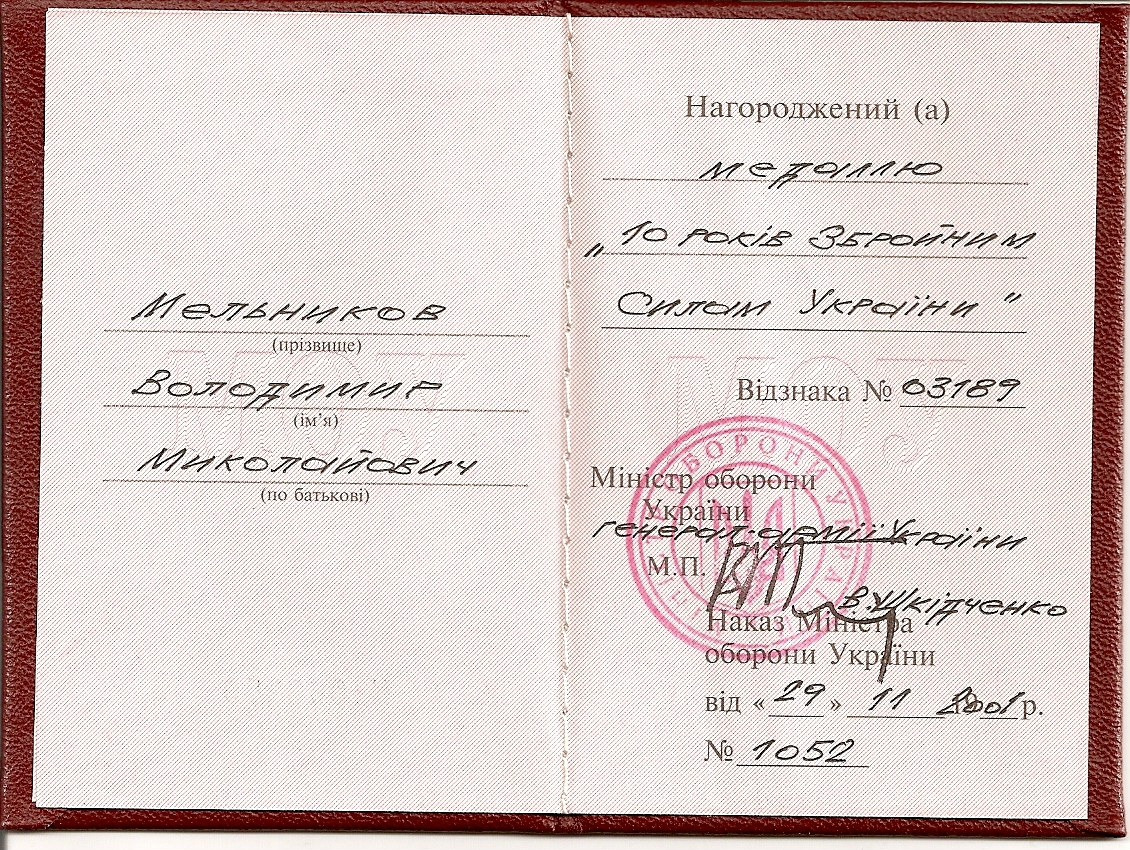
Посвідчення до медалі "10 років Збройним Силам України"
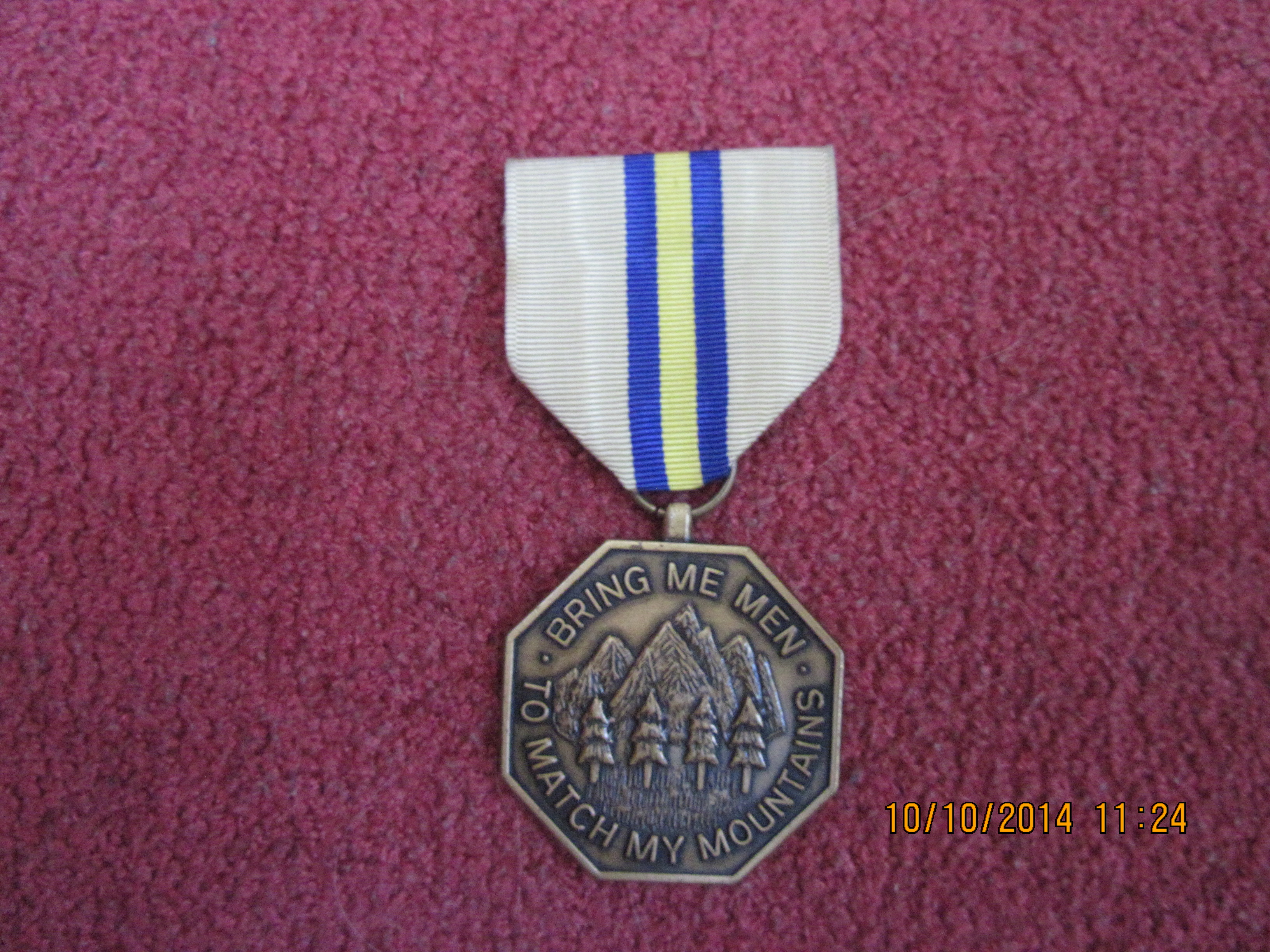
Медаль штату Каліфорнія США "За похвальну службу" (лицева ст.)
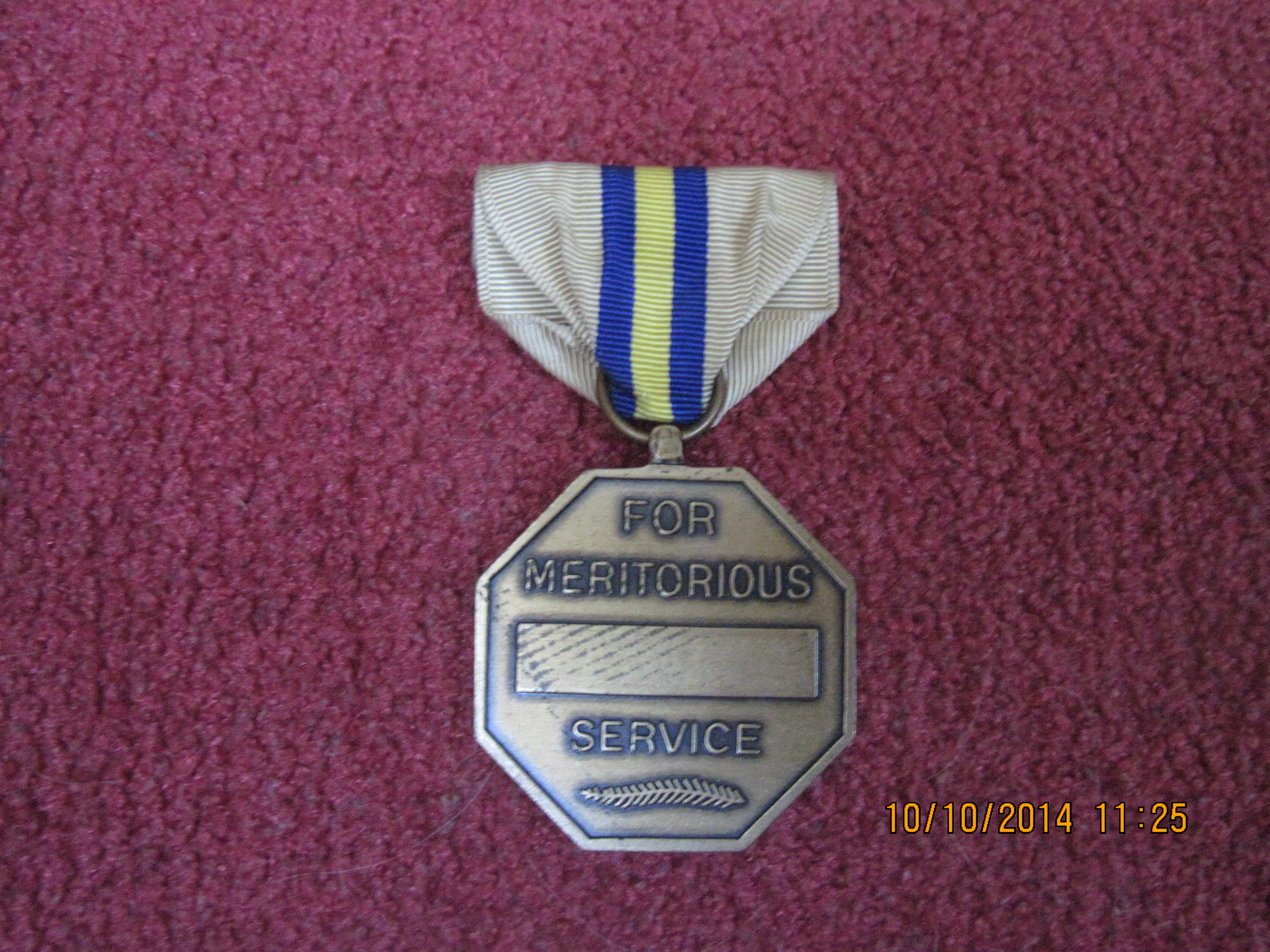
Медаль штату Каліфорнія США "За похвальну службу" (тильна ст.)
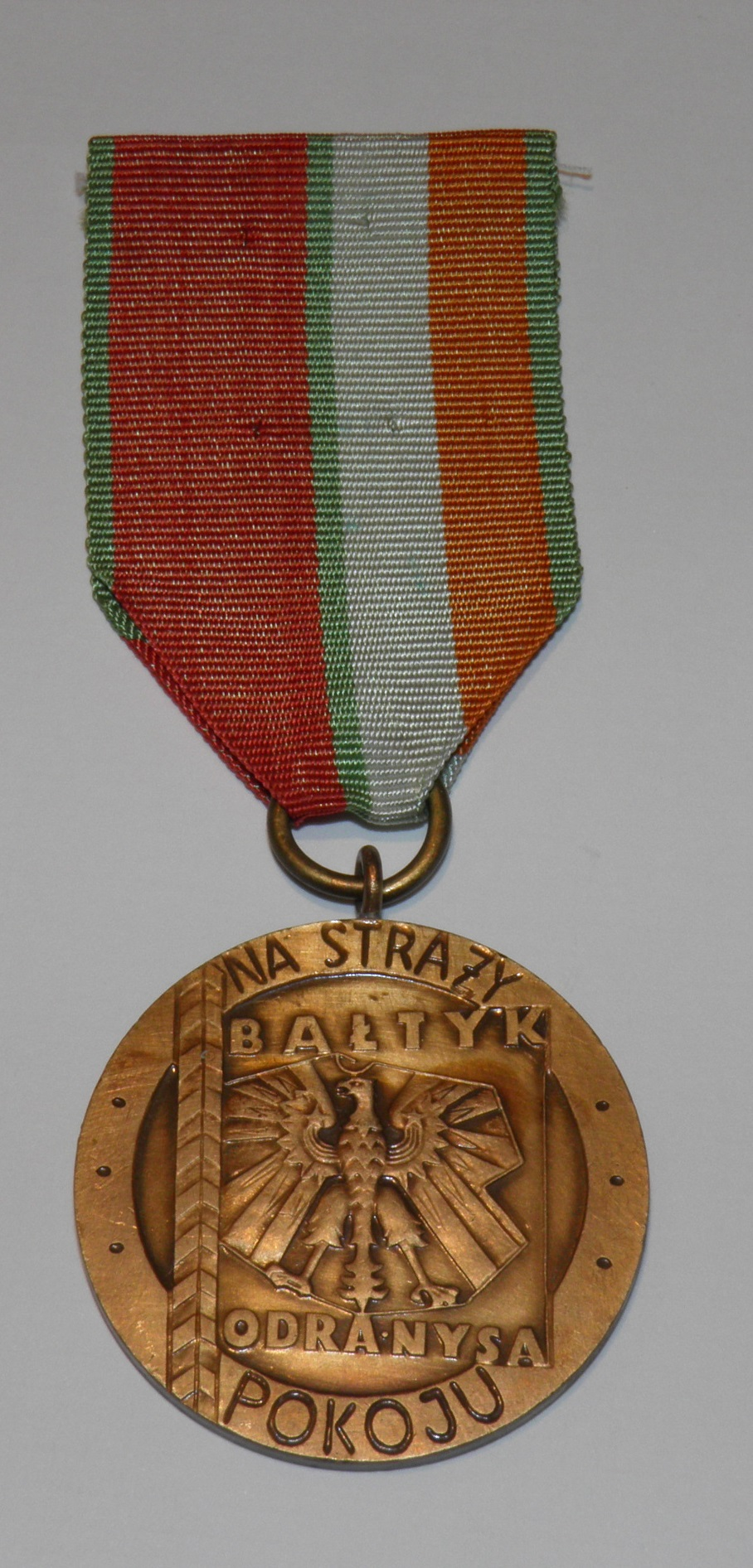
Бронзова медаль Ради Міністрів ПНР «На сторожі миру»

Володимир Мельников нагороджений низкою медалей та відзнак, серед яких:
- п'ять медалей Міністра оборони СРСР: «60 років ЗС СРСР», «70 років ЗС СРСР», «За бездоганну службу» І-го, II-го та III-го ступенів.
- п'ять медалей, відзнак та знаків Міністерства оборони України: Відзнака «Ветеран військової служби»[64], дві медалі Відзнака «Знак пошани»[65], «Десять років ЗС України»[66], Пам'ятний знак «5 років Збройним Силам України»,
- три відзнаки і медалі Міністерства внутрішніх справ України: «За доблесну службу» II-го ступеня[67], «За сприяння органам внутрішніх справ»[68], «Десять років внутрішніх військ МВС України»[69],
- три відзнаки і медаль Державної прикордонної служби України: «Відмінний прикордонник» І-го та II-го ступенів[70], «За сприяння в охороні державного кордону України»[71],
- «Хрест пошани» Служби безпеки України[72],
- «Почесна відзнака» Головного управління розвідки Міноборони[73] та медаль «За сприяння воєнній розвідці» II-го ступеню[74],
- відзнака «Почесний працівник туризму України»,
- Медаль Національної гвардії штату Каліфорнії США «За похвальну службу»[75].
- Бронзова медаль Ради Міністрів Польської Народної Республіки «На сторожі миру»[76]

### Мистецькі нагороди
- диплом лауреата мистецької премії «Смарагдова ліра» (2004 рік)[77],
- два дипломи премії «Смарагдова ліра» (2006 та 2007 роки) за інші пісні прикордонної тематики як автора слів,
- диплом міжнародного фестивалю сучасної пісні «Шлягер року» (2007 рік) за перемогу пісні «Я не хочу» як автора слів,
- диплом міжнародного фестивалю «Золоті пісні року» (2008 рік) за перемогу пісні «Україна та Азербайджан» як автора слів,
- диплом лауреата програми Українського радіо «Шукаю продюсера-2013» (2013 рік) за текст пісні «В Україну закоханий я»,
- диплом лауреата XIV Міжнародного телерадіофестивалю «Прем'єра пісні» (2014 рік)
- диплом лауреата фестивалю «Рідна мати моя» (2014 рік),
- диплом XV Міжнародного телерадіофестивалю «Прем'єра пісні» (2015 рік),
- диплом лауреата XV Всеукраїнського фестивалю сучасного романсу «Осіннє рандеву» (2017 рік),
- диплом лауреата XVIII Всеукраїнського фестивалю сучасного романсу «Осіннє рандеву» (2018 рік),
- диплом та відзнака лауреата Міжнародної премії імені Володимира Винниченка (2019 рік)[78].

## Дискографія
- «На варті правопорядку» — 2003 рік.[79]
- «Калина» — 2003 рік.[80]
- «Дівчина — весна» — 2004 рік.[81]
- «Відлуння» — 2005 рік.[82][83]
- «Міліція — з народом» — 2005 рік.[84]
- «Захистимо Україну» — 2006 рік.[85]
- «Міліція України. 15 років» — 2006 рік.[86]
- «На варті правопорядку» — 2007 рік.[87]
- «Київ-Баку» — 2007 рік.[88]
- «На згадку про 18 червня» — 2006 рік.[89]
- «З кордонів починається країна» — 2008 рік.[90]
- «Кордон — моя доля» — 2008 рік.[91]
- «20 років ВВ МВС України» — 2007 рік.[92]
- «20 років Національному президентському оркестру України» — 2012 рік.[93]
- «Святковий концерт, присвячений 40-річчю створення Ансамблю ДПСУ» — 2011 рік.[94]
- «Гімн ННЦ „Інституту біології“ Київського національного університету імені Тараса Шевченка» — 2012 рік.[95]
- «Родная» — 2013 рік.[96]
- «Кордон — це честь і слава» — 2014 рік.[97]
- «Зупинись на хвилину…» — 2019 рік.[98]

## Галерея

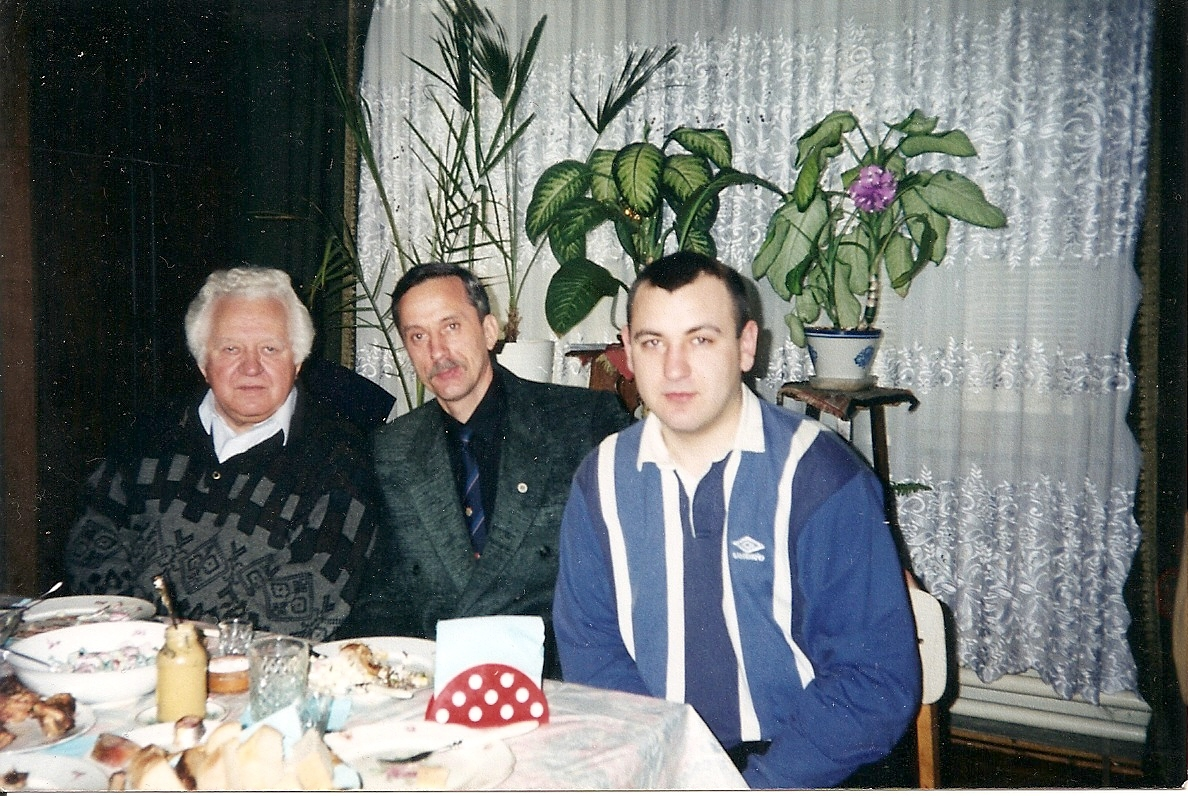
Мельников В.М., Ткач М.М. та Ватаманюк Ю.П. в оселі Ватаманюків у Чернівцях
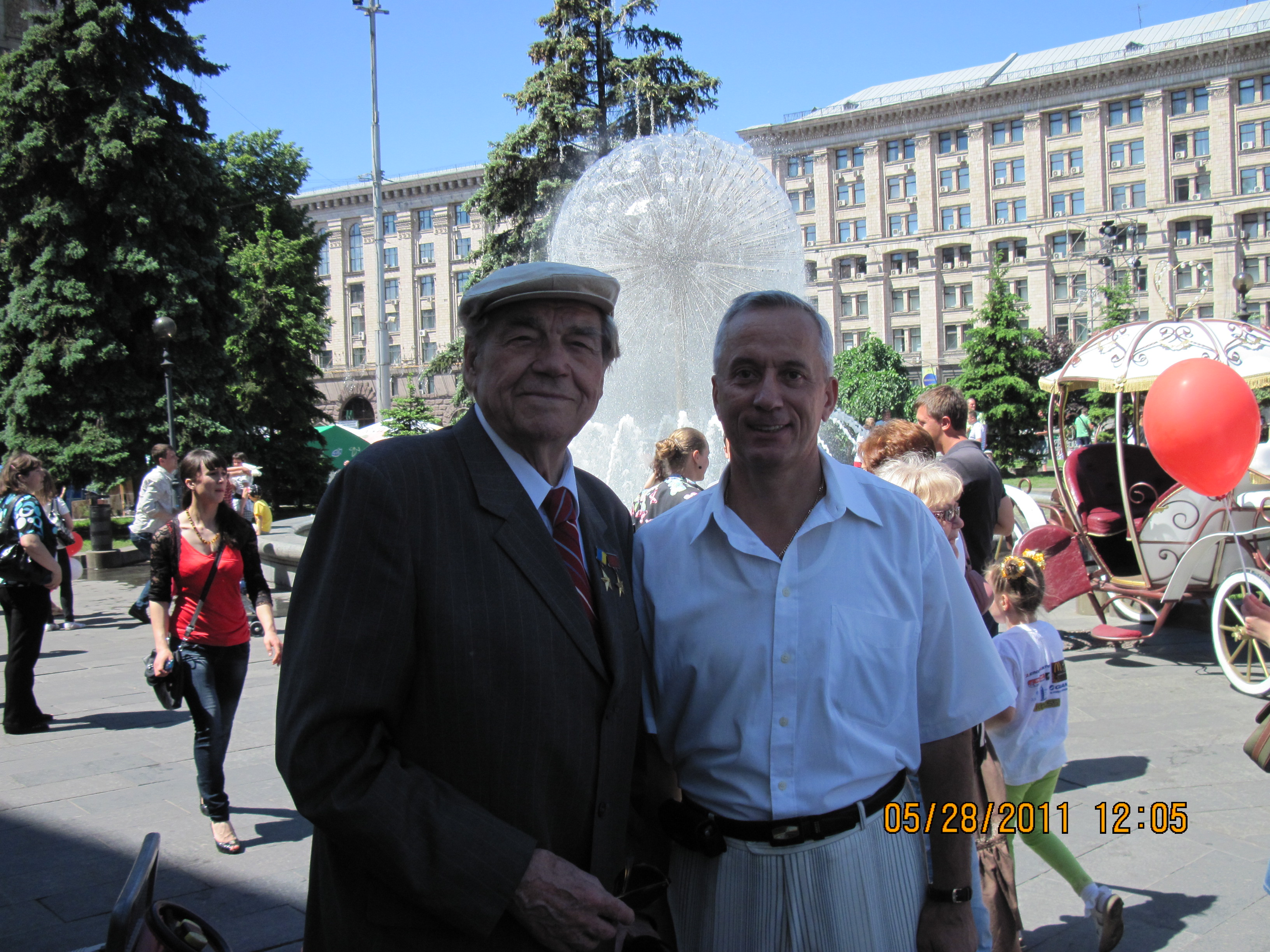
Гнатюк Д.М. та Мельников В.М. на Майдані Незалежності, м. Київ, 2011 р.
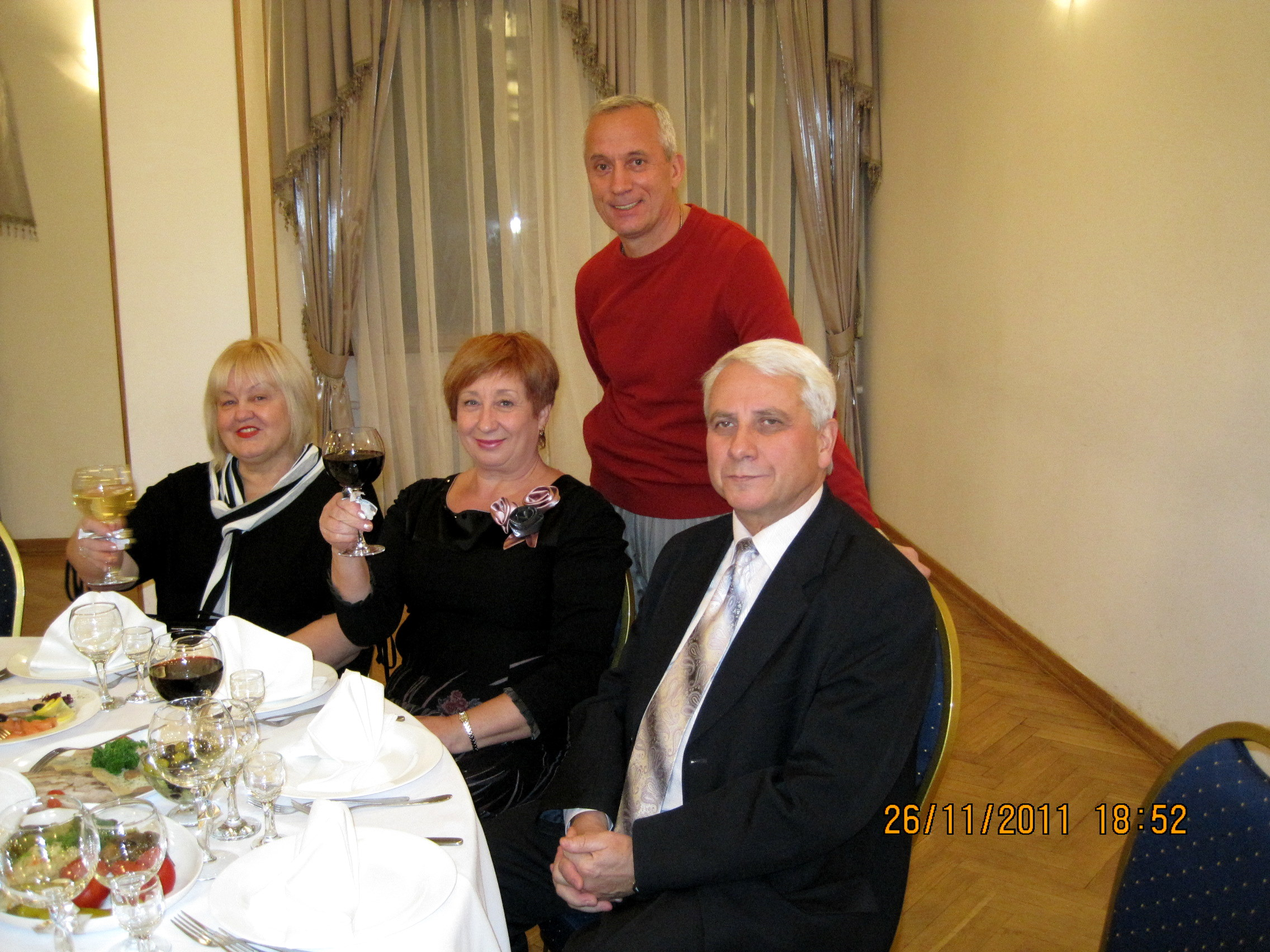
На фото Світлана Мельникова, Галина Луків, Володимир Мельников та Микола Луків. Київ, 2011 року
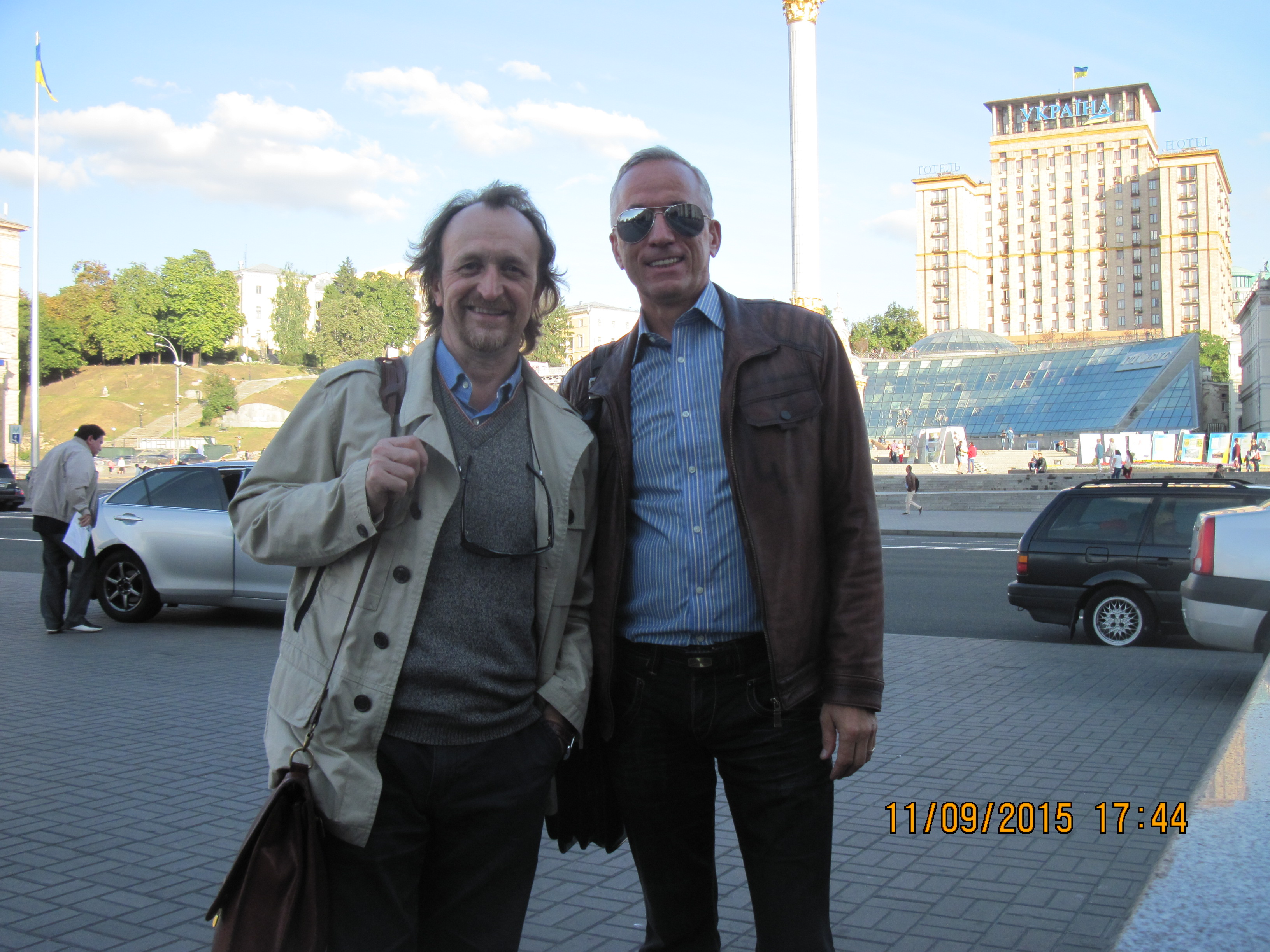
Василь Василенко та Володимир Мельников на Майдані Незалежності, м. Київ, 2015 р.
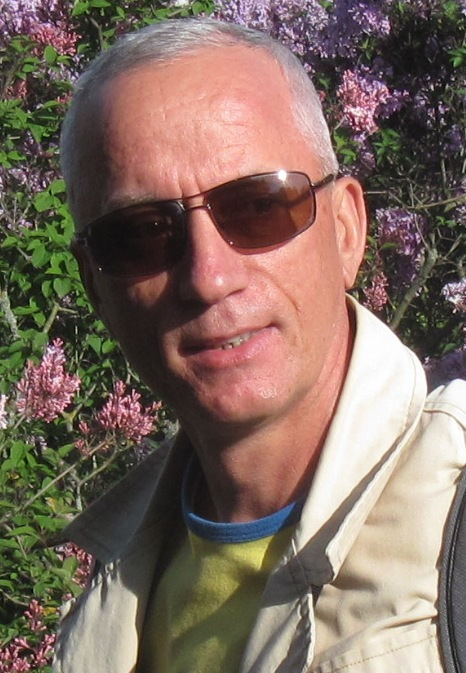
У ботанічному саду м. Києва, 3.5.2014
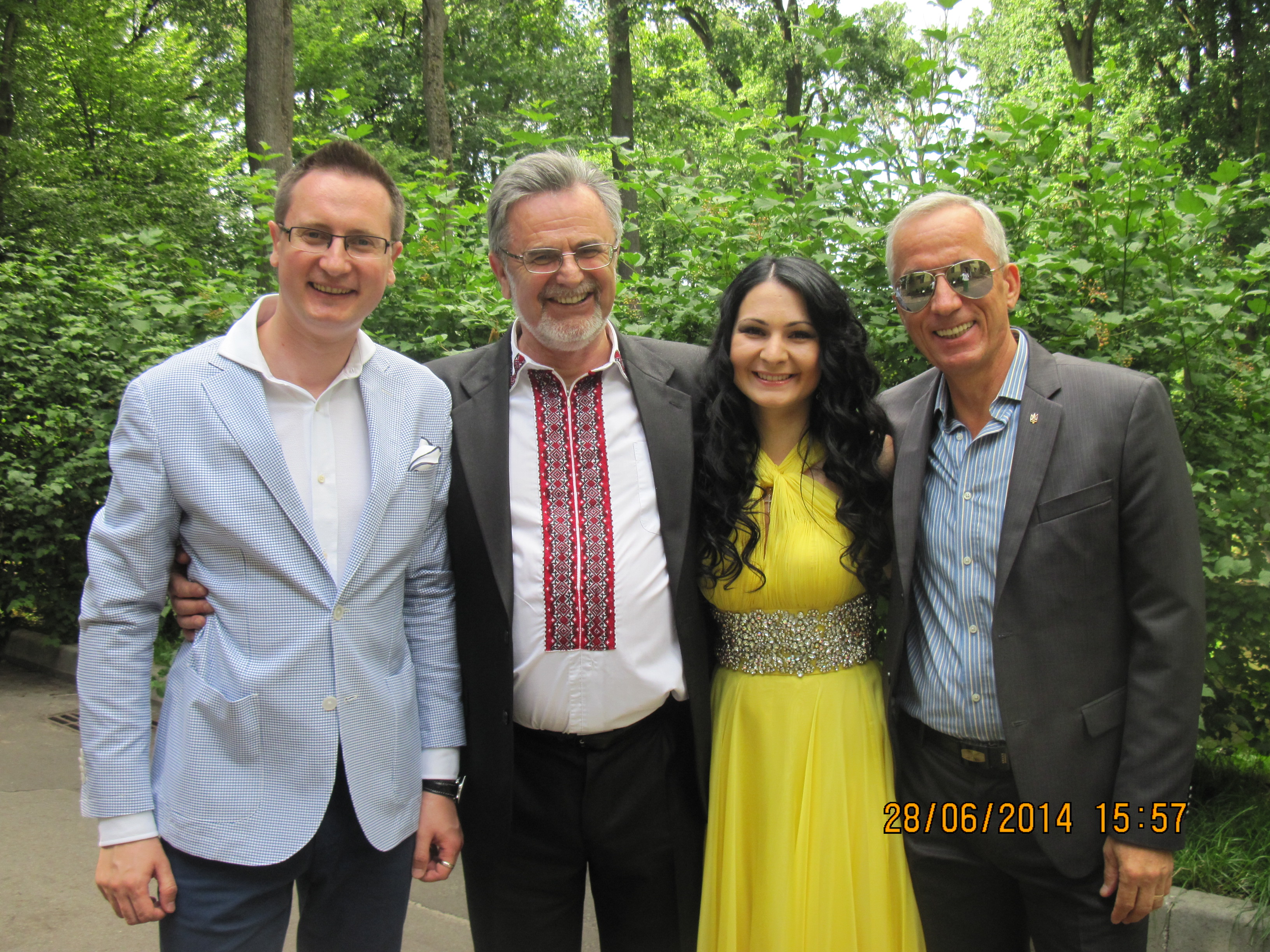
Влад Зайцев, Мар'ян Гаденко, Катерина Пушкіна, Волод. Мельников - Буча, 28.06.2014
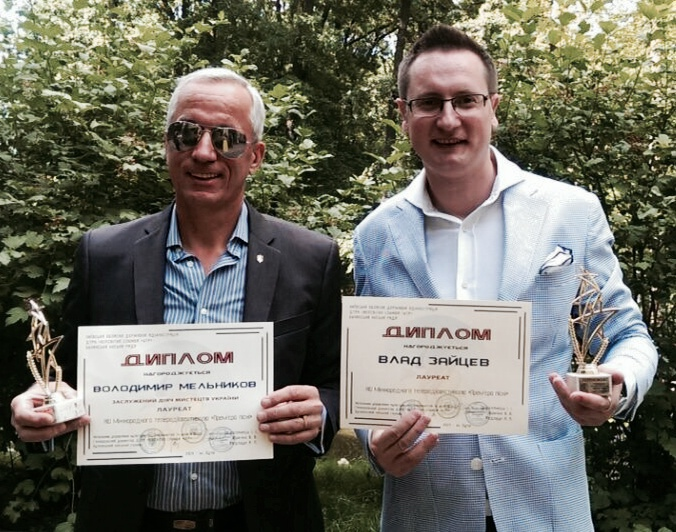
Мельников В.М. та Влад Зайцев - Буча, 28.06.2014
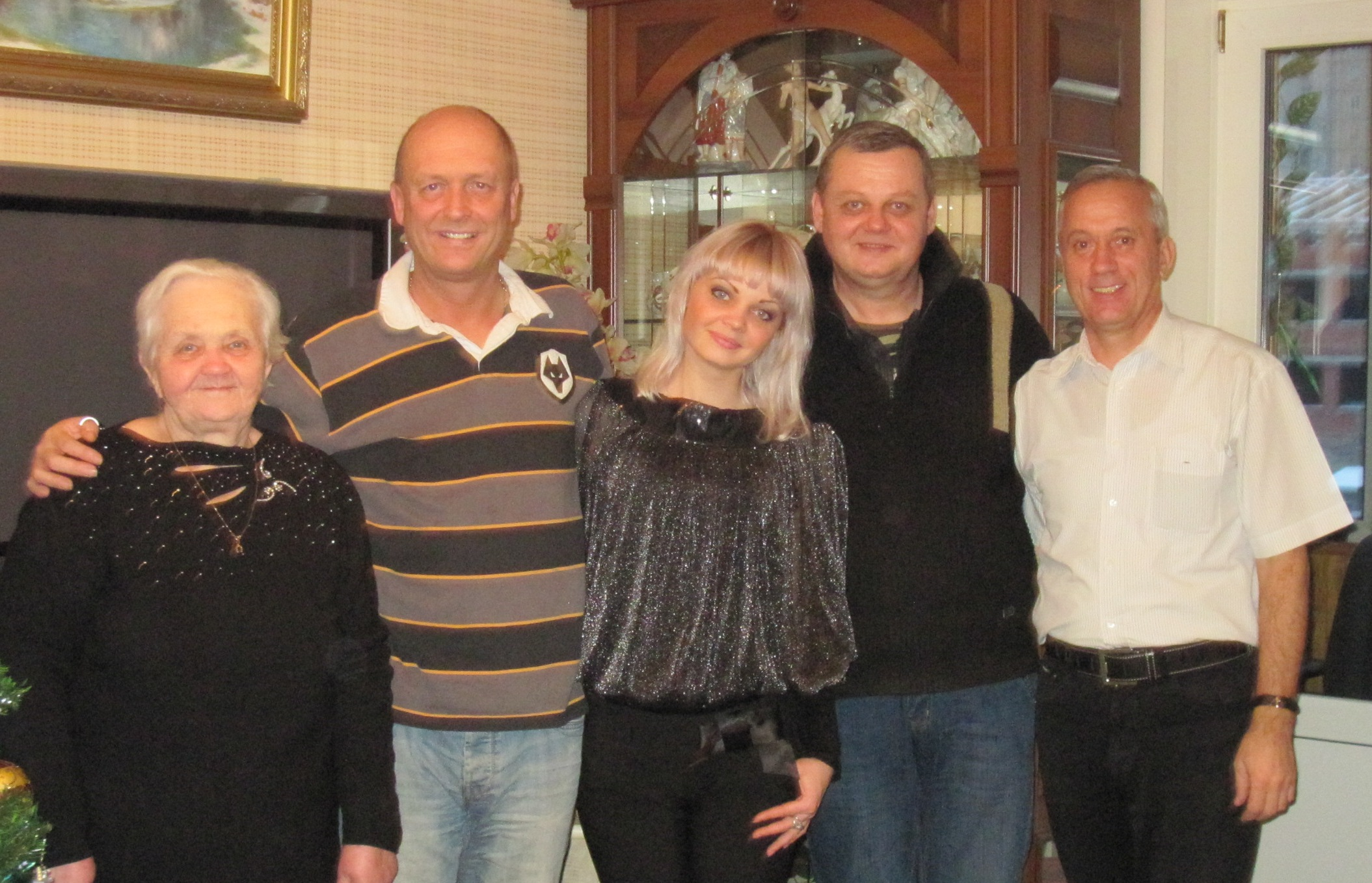
Мельников В.М.(крайній зправа) приймає у Києві Вейна Дентона (другий зліва) - 2010 р.
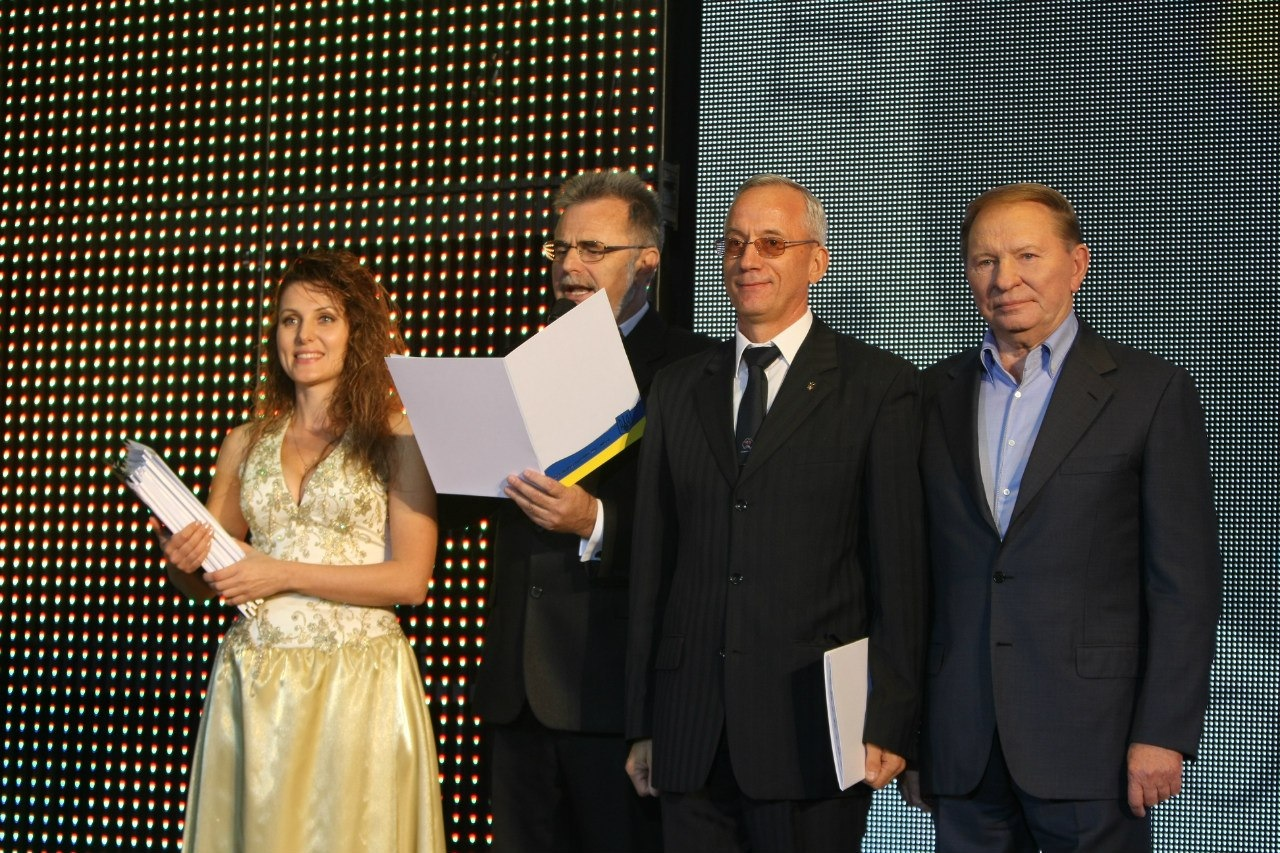
В.Мельников на фестивалі "Доля" з Л.Кучмою, М.Гаденком та І.Макеєвою - Київ, 06.10.2014
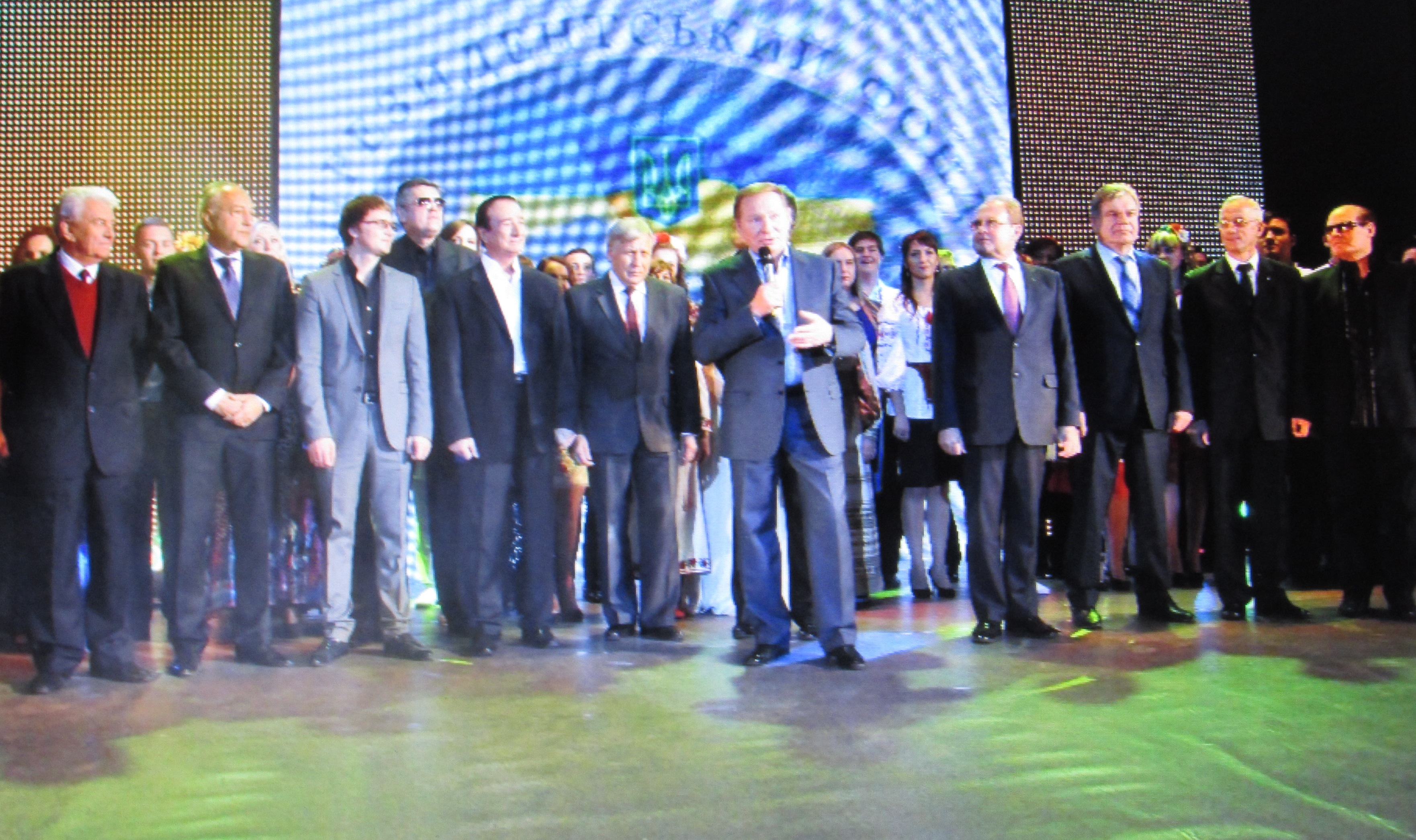
В.Мельников з Л.Кучмою, іншими членами журі та почесними гостями фестивалю "Доля-2014"
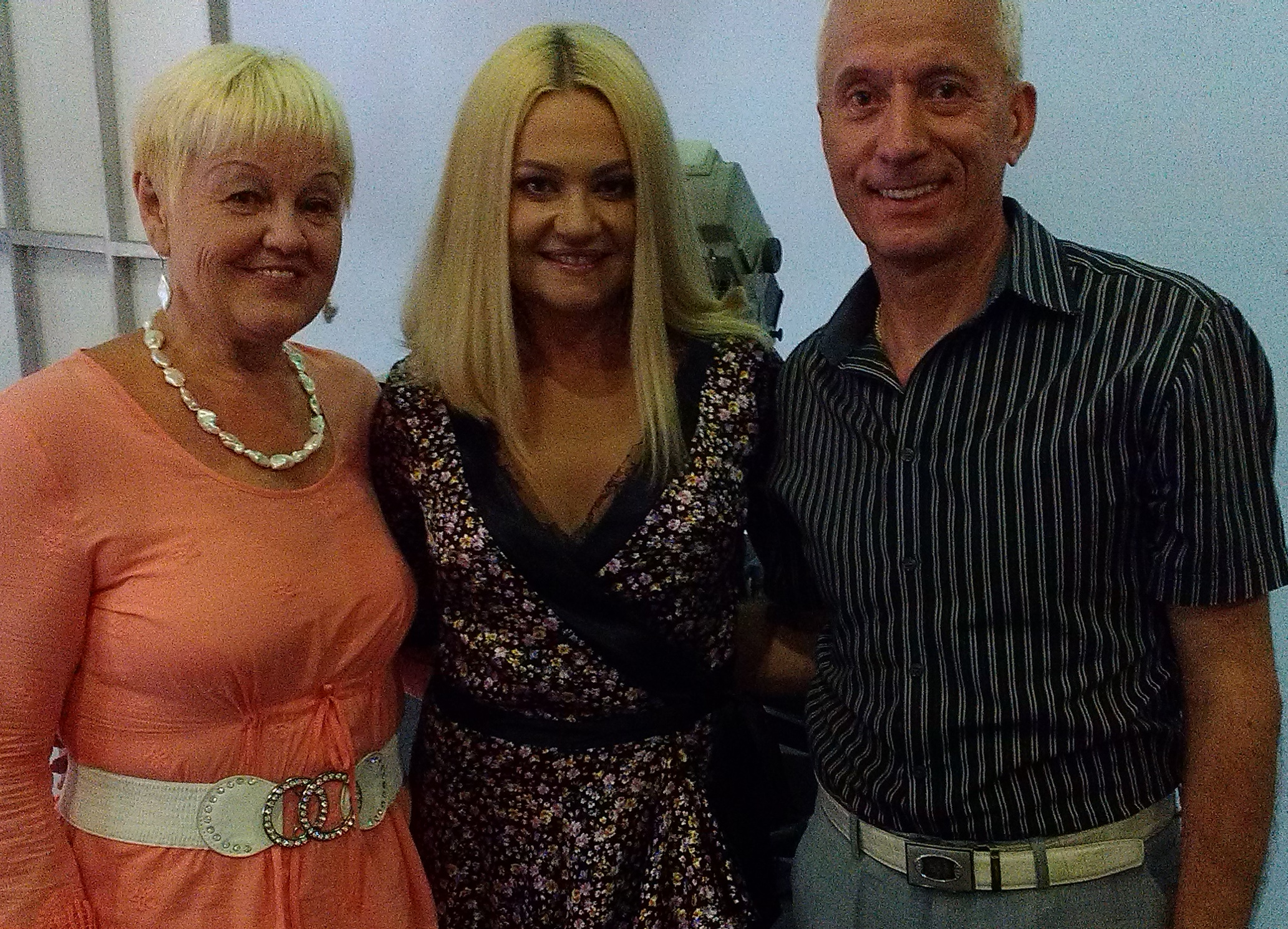
В.Мельников з Н.Бучинською та дружиною Світланою, Київ, 24.07.2015